# Miguel Flórez López
Miguel Eduardo Flórez López (Duitama, Boyacá, 21 de febrero de 1996) es un ciclista profesional colombiano..

## Palmarés
2016
- 1 etapa de la Vuelta a Portugal del Futuro
- 3.º en el Campeonato de Colombia Contrarreloj sub-23

2019
- 1 etapa de la Vuelta al Táchira

2020
- 1 etapa de la Vuelta a San Juan

## Resultados en Grandes Vueltas
Durante su carrera deportiva ha conseguido los siguientes puestos en las Grandes Vueltas:
| Carrera | Carrera         | 2017 | 2018 | 2019 | 2020 | 2021 | 2022 | 2023 | 2024 |
| ------- | --------------- | ---- | ---- | ---- | ---- | ---- | ---- | ---- | ---- |
|         | Giro de Italia  | —    | —    | 72.º | —    | —    | —    | —    | —    |
|         | Tour de Francia | —    | —    | —    | —    | —    | —    | —    | —    |
|         | Vuelta a España | —    | —    | —    | —    | —    | —    | —    | —    |

—: no participa

Ab.: abandono

## Equipos
- Boyacá Raza de Campeones (2016)
- Wilier Triestina-Selle Italia (2017-2018)
- Androni Giocattoli-Sidermec (2019-2020)
- Arkéa Samsic (2021-2022)
- GW Shimano-Sidermec (2023)
- Team Banco Guayaquil-Ecuador (2024)